# Dodgeball ! Même pas mal !
Pour plus de détails, voir Fiche technique et Distribution.
Dodgeball ! Même pas mal ! (Dodgeball: A True Underdog Story), ou Ballon-chasseur : Une vraie histoire de sous-estimés au Québec, est un film américain réalisé par Rawson Marshall Thurber, sorti en 2004.

## Synopsis
Peter LaFleur est le propriétaire d'un club de gym délabré, l'Average Joe's qui a nombre de fidèles assez excentriques, mais qui sont proches de Peter : Steve, qui se déguise en pirate, Justin, qui tente de percer comme pom-pom boy et de conquérir Amber, une fille de son lycée  qui fait partie des pom-pom girls, Gordon, qui vit avec une nouvelle femme d'origine asiatique et ses deux enfants. Parmi les employés de l'Average Joe's, se trouvent Dwight et Owen.
Mais l'endroit attire les convoitises de White Goodman, propriétaire de l'important Globo Gym et rival de Peter. Un jour, Kate Veach, experte dans une banque, annonce à Peter qu'il doit payer cinquante mille dollars pour sauver son club de la faillite. Désespéré car ne possédant pas une telle somme, il cherche avec l'aide de Steve, Justin, Gordon, Dwight et Owen, une solution pour payer leur dette. Après une tentative de lavage de voitures, Gordon trouve la solution en participant à un tournoi de dodgeball, sport cousin de la balle aux prisonniers, qui  se déroule à Las Vegas et dont le premier prix est cinquante mille dollars.
Ayant eu vent de leur participation au tournoi, White met en place sa propre équipe. L'équipe du Average Joe's est entraînée par Patches O'Houlihan, un joueur légendaire de dogdeball devenu un vieillard infirme. Mis à part Peter qui s'en sort, les autres membres de l'équipe sont assez faibles, jusqu'à l'arrivée de Kate, bonne en tir de balle, qui après s'être fait virer de son emploi par la faute de White, rejoint l'équipe d'Average Joe.
Ils arrivent en finale, mais la veille du match, White conclut un marché avec Peter : cent mille dollars contre la propriété du Average Joe's. Peter utilise cet argent pour parier sur son équipe, à cinquante contre un. Ils remportent la finale, et avec les cinq millions  gagnés grâce au pari, Peter rachète Globo Gym, redevenant ainsi le propriétaire de l'Average Joe's.

## Fiche technique
- Titre : Dodgeball ! Même pas mal !
- Titre original : Dodgeball: A True Underdog Story
- Titre canadien francophone : Ballon chasseur : Une vraie histoire de sous-estimés
- Réalisation et scénario : Rawson Marshall Thurber
- Musique : Theodore Shapiro
- Direction de la photographie : Jerzy Zielinski
- Montage : Alan Baumgarten (en) et Peter Teschner (en)
- Direction artistique : Andrew Max Cahn
- Décors : Maher Ahmad
- Costumes : Carol Ramsey
- Production : Ben Stiller et Stuart Cornfeld
  - Production exécutive : Mary McLaglen et Rhoades Rader
- Sociétés de production : Twentieth Century-Fox Film Corporation, Mediastream Vierte Film GmbH & Co. Vermarktungs KG et Red Hour Films
- Société de distribution : 20th Century Fox
- Budget : 20 millions de dollars (estimé)
- Pays de production :  États-Unis et  Allemagne
- Langue originale : anglais
- Format : 
  - Image :  couleur et noir et blanc - 35mm et 2.35:1
  - Son : Dolby Digital - SDDS et DTS
- Genre : comédie
- Durée : 92 minutes
- Dates de sortie en salles :
  - États-Unis : 18 juin 2004
  - Royaume-Uni : 27 août 2004
  - Belgique, Suisse romande et France : 22 septembre 2004

## Distribution
- Vince Vaughn (VF : Bruno Dubernat, VQ : Daniel Picard) : Peter LaFleur
- Ben Stiller (VF : Patrick Mancini, VQ : Alain Zouvi) : White Goodman
- Christine Taylor (VF : Estelle Simon, VQ : Aline Pinsonneault) : Kate Veatch
- Gary Cole (VF : Jean-Luc Kayser, VQ : Jean-Luc Montminy) : Cotton McKnight
- Rip Torn (VF : Pierre Hatet, VQ : Manuel Tadros) : Patches O'Houlihan
- Missi Pyle : Fran Stalinovskovichdavidovitchsky
- Alan Tudyk (VF : Boris Rehlinger, VQ : Nicolas Canuel) : Steve, le pirate
- Justin Long (VF : Taric Mehani, VQ : Hugolin Chevrette)  : Justin
- Stephen Root (VF : Daniel Kenigsberg, VQ : Hubert Gagnon) : Gordon
- Chris Williams (VF : Cédric Boyer, VQ : Joël Legendre) : Dwight
- Joel David Moore (VF : Vincent de Bouard, VQ : François Sasseville) : Owen
- Julie Gonzalo (VF : Célia Charpentier) : Amber, Ambre en version française
- Jamal Duff (VF : Jean-Michel Martial) : Me'Shell Jones
- Jason Bateman (VF : Cyrille Artaux, VQ : Renaud Paradis) : Pepper Brooks
- Hank Azaria (VF : Jérôme Keen) : Patches O'Houlihan, jeune
- Al Kaplon (VF : Didier Rousset, VQ : Sébastien Dhavernas) : l'arbitre du tournoi de dodgeball
- Lance Armstrong (VF : Bruno Choel) : lui-même (caméo deluxe)
- Chuck Norris (VF : Bernard Tiphaine) : lui-même (caméo deluxe)
- William Shatner (VQ: Mario Desmarais) : le chancelier du dodgeball (caméo deluxe)
- David Hasselhoff : lui-même, en entraîneur de l'équipe allemande de dodgeball (caméo deluxe)
- Trever O'Brien : Derek
- Cayden Boyd : Timmy
- Rusty Joiner : Blade
- Kevin Porter : Lazer
- Brandon Molale (it) : Panzer
- Suzy Nakamura : l'épouse de Gordon

## Production
La 20th Century Fox a accepté de produire le film quand Ben Stiller a réduit son salaire en dessous d'un million de dollars. Pour se préparer au film, les acteurs ont pratiqué le dodgeball un mois avant le tournage.

### Choix des interprètes
Il s'agit du deuxième film dans lequel joue Ben Stiller avec son épouse Christine Taylor après Zoolander, en 2001. C'est également le second film dans lequel Stiller joue avec Vince Vaughn après Starsky et Hutch. Rawson Marshall Thurber (réalisateur du film) fait un caméo : il est la personne qui balance un verre à Steve le pirate (Alan Tudyk) quand celui-ci marche seul à Las Vegas.
À noter l'apparition du coureur cycliste Lance Armstrong jouant son propre rôle. L'année suivante, il apparaîtra dans Toi et moi... et Dupree, avec Owen Wilson, toujours dans son propre rôle. Les points communs de ces deux films sont que les acteurs principaux sont des « membres » du Frat Pack. De plus, Armstrong est ami avec Ben Stiller. Au casting, figurent également trois vedettes de la télévision : David Hasselhoff (K 2000, Alerte à Malibu), William Shatner (Star Trek, Hooker) et Chuck Norris (Walker, Texas Ranger).

### Tournage
Ben Stiller a cassé successivement trois caméras lors du tournage d'une scène du film et a blessé au visage son épouse Christine Taylor. Cette dernière en parle : «  L'esprit de compétition de Ben a complètement repris le dessus, lors des scènes de Dodgeball. Il a fait un grand moulinet avec son bras gauche et a lancé la balle aussi fort qu'il a pu. Et je l'ai vue arriver sur moi. Il n'y avait aucune agressivité personnelle de Ben à mon égard. Seulement, la balle m'a heurtée en plein visage. Ben était vraiment embêté mais je n'ai pas été blessée… sauf dans mon ego. » 

## Accueil

### Accueil critique
Dodgeball ! Même pas mal ! a obtenu dans l'ensemble des critiques positives, que ce soit aux États-Unis et en France. Sur le site Rotten Tomatoes, le long-métrage a obtenu 70 % d'avis favorables sur la base de 159 commentaires et un score de 55⁄100 sur le site Metacritic, sur la base de 34 commentaires. En France, le site Allociné propose une note moyenne de 3.4⁄5 à partir de l'interprétation de 16 critiques de presse et 2.9⁄5 basé sur 3297 notes, dont 346 critiques et le site Commeaucinema.com indique une note moyenne de 2⁄4 de la part des critiques de presses.
Sur le site Internet Movie Database, le film a obtenu une note moyenne de 6.6⁄10, basé sur plus de 65 399 votes.
Quelques commentaires de la presse française,:
- Ciné Live : « Un concours de balle au prisonnier drôlissime d'un bout à l'autre »
- Le Monde : « Même pas mal ! évoquerait lointainement un film de Laurel et Hardy sous amphétamines »
- Studio Magazine : « hilarante, amorale et politiquement incorrecte »
- Télérama : « plus les personnages se font mal et plus c'est hilarant »

### Box-office
Lors de sa première semaine d'exploitation aux États-Unis, Dodgeball se classe directement premier avec 48 670 726 dollars, tout en ayant dépassé le budget de 20 millions de dollars. La semaine suivante, il chute à la quatrième place, avant de remonter d'une place la troisième semaine, ayant cumulé 92 155 782 dollars. Bien que chutant de places en places (dont la 24e place durant deux semaines consécutives), Dodgeball continue à engranger de bonnes recettes, pour finir son exploitation après 20 semaines à l'affiche et ayant engrangé au total 114 326 736 dollars sur le territoire américain.
En France, le film ne fait pas le même succès commercial qu'aux États-Unis. Sorti dans une combinaison maximale de 345 salles, Dodgeball reste deux semaines dans le Top 10 du box-office. La première semaine de son exploitation, il est classé cinquième avec 171 577 entrées étant derrière La Mort dans la peau et Les Parisiens, puis chute de deux places la semaine suivante avec 260 242 entrées.
Le long-métrage finit son exploitation française avec 293 124 entrées,
| Pays ou région | Box-office      | Date d'arrêt du box-office | Nombre de semaines |
| -------------- | --------------- | -------------------------- | ------------------ |
| Mondial        | 167 722 310 USD | 9 avril 2006               | ?                  |
| États-Unis     | 114 326 736 USD | 4 novembre 2004            | 28                 |
| France         | 293 124 entrées | 13 octobre 2004            | 4                  |

## Autour du film
- Vince Vaughn et Ben Stiller s'étaient déjà affrontés dans le film Starsky et Hutch mais avaient les rôles tout à fait opposés : Stiller était le gentil et Vaughn le méchant.
- Lorsque Patches fait son entrée dans la salle d'Average Joe's, il clame « Que j'aime l'odeur du pet au p'tit matin ! ». Il s'agit d'une parodie de la célèbre réplique du colonel Kilgore dans Apocalypse Now (« Que j'aime l'odeur du napalm au p'tit matin ! »).
- La petite chorégraphie des Purple Cobras (équipe de Globogym) s'inspire de la chanson We Will Rock You du groupe Queen.
- Des ligues adultes de dodgeball ont commencé à surgir dans tout le pays au moment de la sortie du film. Gary Cole (Cotton McKnight) a même été invité à un tournoi à Chicago.

### Scènes coupées
- En se rendant à son entretien avec White Goodman au début du film, Peter LaFleur tombe sur la salle de Cardio Cowboy dans laquelle des gens font des exercices de chevauchée.
- Un passage de la scène où les héros fêtent leur victoire sur la pré-qualification révèle que Dwight a autrefois travaillé chez Globogym avant d'être licencié par White.
- Lorsque White se rend chez Kate, celui-ci lui fait une déclaration d'amour plus attendrissante.
- Après que Gordon a réussi à éliminer l'équipe new-yorkaise sous le coup de la colère, il est rejoint par sa femme et ses enfants. Tandis qu'elle le félicite pour son exploit, Gordon demande le divorce. Puis White, assis dans le public, fait des observations sur l'équipe.
- Owen passe une nuit d'amour avec Fran de l'équipe des Purple Cobras.
- Alors qu'il s'échauffe pour le concours de majorettes, Justin fait signe à Derek, alors couché sur un brancard et plâtré des pieds jusqu'à la tête (à la suite de sa chute depuis les montagnes russes).
- Le passage où Justin donne un baiser à Ambre comporte un plan supplémentaire.
- Alors que l'arbitre annonce l'épreuve de la mort subite, White s'agenouille en direction du public. La salle s'obscurcit, ne diffusant plus qu'une lumière rouge sur White. Quand la salle s´éclaircit, White remercie le public.
- Lorsque Kate présente son amie Joyce à Peter, eux trois se prennent dans les bras et s'embrassent, formant ainsi un ménage à trois. Les membres d'Average Joe's félicitent leur capitaine.
- Dans la dernière scène du film, White, qui a repris 150 kilos, éteint sa télé après avoir vu la nouvelle publicité d'Average Joe's. Il se met à critiquer le nom de LaFleur puis se rappelle qu'il a laissé ses pancakes dans le four. Il se lève de son fauteuil, avec difficulté, et s'en va les récupérer.

Ces passages inédits sont inclus dans l'édition DVD du film.

### Fin alternative
À l'origine, le film devait se terminer sur la victoire des Purple Cobras au tournoi de dodgeball, Goodman parvenant à toucher LaFleur après que celui-ci eut éliminé Me'Shell. Mais les spectateurs de la projection-test ont insisté auprès de la production pour qu'il y ait une fin plus heureuse : alors que Goodman et son équipe croient avoir gagné, l'arbitre signale une double faute en justifiant que Goodman a franchi la ligne centrale. Le match se termine sur l'épreuve de la Mort subite où LaFleur se bande les yeux, parvient à éliminer Goodman et, par conséquent, faire gagner son équipe d'Average Joe's.
La fin alternative est disponible sur les bonus de l'édition DVD.